# Nagyfiú (Sanctuary – Génrejtek)
Nagyfiú (vagy Nagyláb) a Sanctuary – Génrejtek című kanadai sci-fi-fantasy televíziós sorozat főszereplője. A neandervölgyi lény Dr. Magnus egykori páciense volt, aki a Menedékben maradt, miután a doktornő felgyógyította sebesüléseiből. Inas, sofőr, testőr egyben.

## Szerepe
Korábbi éveiben szeretett gyerekeket ijesztgetni, Willt is halálra rémítette egyszer gyermekkorában. Miután találkozott Helen Magnussal és a doktornő eltávolított belőle néhány lövedéket, Nagyfiú nem akart távozni, így Dr. Magnus „állást” ajánlott neki a Menedékben. Inas, sofőr, testőr is, mikor mire van szükség.
Hatalmas ereje van, és rendkívül hűséges Dr. Magnushoz, sokkal inkább megérti az abnormális lényeket, lévén, hogy közülük való. Intelligens, érzékeny és ártalmatlan társai és barátaival szemben, ellenfeleit képes elrettenteni és megállítani. Bőre négyszer olyan vastag, mint az embereké, így kevésbé sérülékeny.
Az első évad befejező részében megfertőzi a Lazarus-vírus, a Cabal biofegyvere, melynek célja az, hogy az abnormális lényeket az emberek ellen fordítsa. Helen kénytelen őt bezárva tartani a Menedékben, amíg felkutatják az ősi vámpírvér, hogy az abból létrehozott szérummal visszafordítsák a folyamatot. A következő évad elején visszautasítja a Tesla által kifejlesztett ellenszert, mert népe hitének ellentmondana, ha elfogad bármit, amit emberek hoztak létre, még akkor is, ha ő a fajának utolsó példánya. Végül Dr. Magnus rábeszélése után mégis beveszi a szert, hogy segíthessen barátainak megvédeni magukat és a Menedéket a Cabal vámpír-hibridjei ellen.